# Feu d'artifice PL
Pour les articles homonymes, voir Feu d'artifice (homonymie).
Le Feu d'artifice PL (教祖祭PL花火芸術, Kyōsosai PL hanabi geijutsu) est un événement religieux de l'Église de la Liberté Parfaite qui a lieu le 1er août de chaque année à Tondabayashi, dans la Préfecture d'Osaka, au Japon. Il serait un des plus grands feux d'artifice dans le monde.

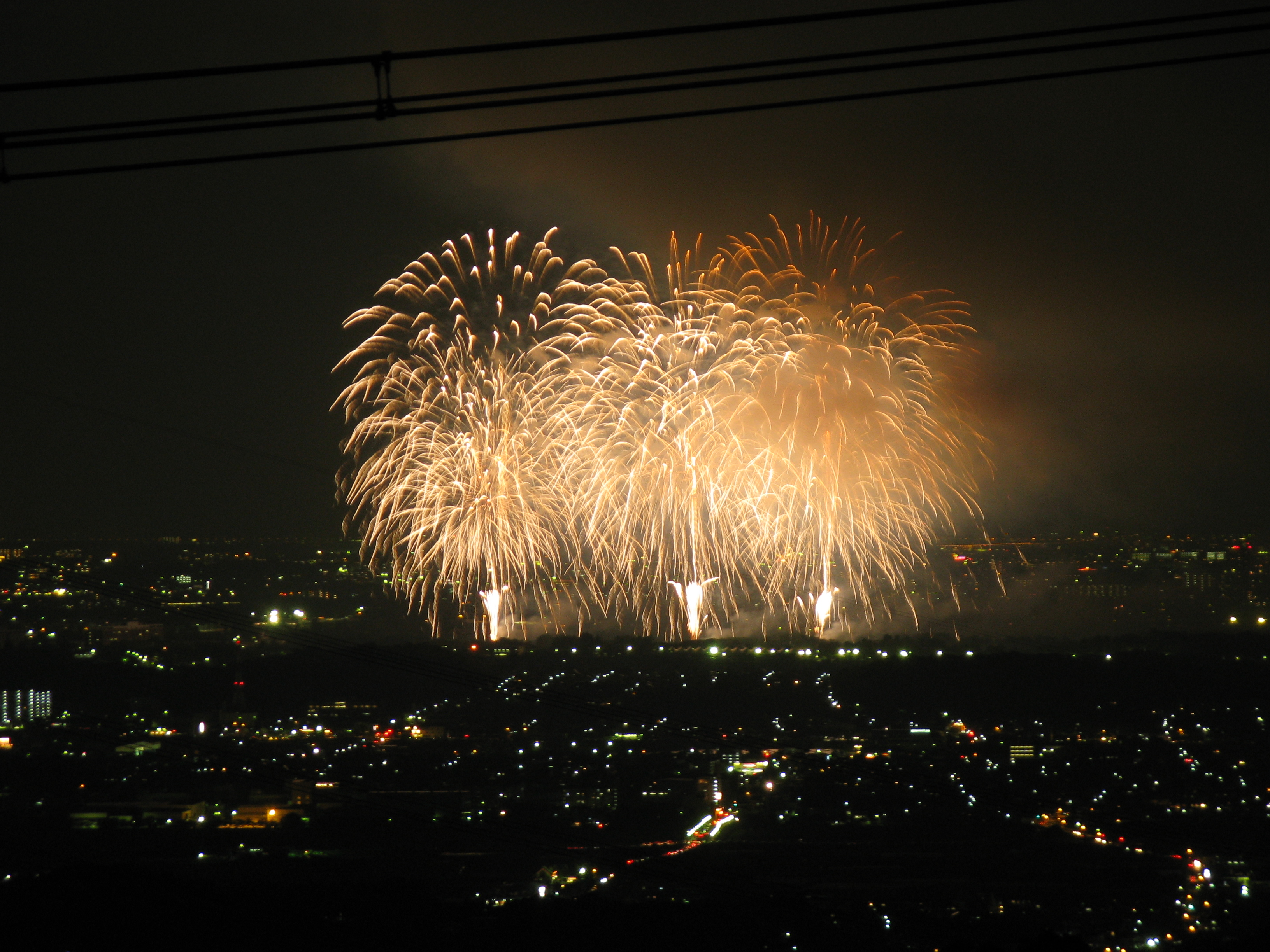
Le feu d'artifice PL, vu depuis le Mont Nijo

## Résumé
- Cet événement rend hommage au premier et au deuxième fondateurs de l’Église
- Il fait partie des traditions de l’été dans la région du Kansai.
- On peut voir les feux d'artifice, non seulement à Tondabayashi mais aussi depuis les villes voisines d'Ōsakasayama, Kawachinagano Sakai et Habikino. Par-dessus tout, la gigantesque bombe Star Mine (8000 fusées)[2] à la fin sonne comme un grondement de la terre et illumine tout le quartier comme la lumière du jour pendant quelques secondes.

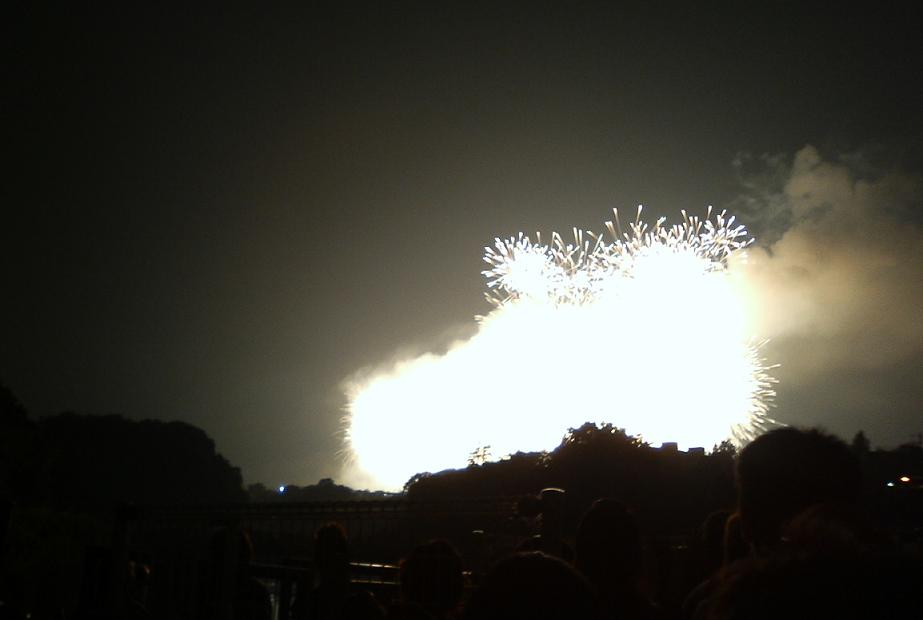
Star Mine, dernière fusée du Feu d'artifice PL

## Histoire
- 1953 - a lieu pour la première fois à Matsuyama, dans la Préfecture d'Ehime.
- 1954 - Première organisation à l'endroit présent